# 馬里昂 (紐約州)
馬里昂（英語：Marion）是一個位於美國紐約州韋恩縣的鎮。

## 人口
根據2020年美國人口普查的數據，馬里昂的面積為75.76平方千米，當中陸地面積為75.49平方千米，而水域面積為0.27平方千米。當地共有人口4746人，而人口密度為每平方千米63人。